# دوبنگتسا کورپیووسکا
دوبنگتسا کورپیووسکا (به لهستانی:  Dubnica Kurpiowska) یک روستا در لهستان است که در گمینا کوژنگتسا واقع شده‌است.